# Жозе I
Жозе́ I (порт. D. José I; 6 червня 1714 — 24 лютого 1777) — король Португалії (1750—1777). Представник Браганського дому. Син Жуана V Великодушного. Після смерті батька вступив на престол в 1750 році. Усі справи управління державою надав Себаштіану де Карвалю, сам же віддався задоволенням. При ньому стався руйнівний Лісабонський землетрус 1755 року. Замах на життя короля Жозе Авейру, що трапився 1758 року, став приводом до вигнання з Португалії єзуїтів. Помер після тривалої хвороби, під час якої регентство належало його дружині Маріанні Вікторії, донці іспанського короля Філіпа V. Королівство успадкувала старша дочка Жозе Марія I Благочестива. Прізвисько — Реформа́тор (порт. o Reformador).

## Родина
Дружина — Маріанна Вікторія, дочка іспанського короля Філіпа V.
Діти:
- Марія (1734—1816),
- Марія Анна Франциска (1736—1813),
- Марія Франциска Доротея (1739—1771),
- Марія Франциска Бенедикта (1746—1829).

## Шлюби дочок
Не маючи спадкоємців чоловічої статі, король Жозе в 1760 році видав свою старшу дочку Марію за свого рідного брата, Педру.
У 1777 році молодша дочка — Марія Франциска Бенедикта — стала дружиною свого рідного племінника — старшого сина Марії I — Жозе. Дві інші дочки залишилися неодруженими.